# Royaume cinghalais

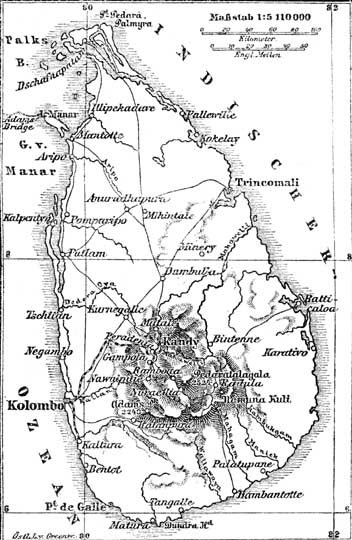
Carte du Royaume cinghalais

Le Royaume cinghalais fait référence aux royaumes cinghalais qui se sont succédé dans ce qui est aujourd'hui le Sri Lanka,,,. Les royaumes successifs sont connus par les villes qui formaient le centre administratif de chacun. Ceux-ci sont classés par ordre chronologique: les royaumes de Tambapanni, Upatissa Nuwara, Anuradhapura, Polonnaruwa, Dambadeniya, Gampola, Kotte, Sitawaka et Kandy . Le Royaume cinghalais cessa d'exister en 1815. Alors que le royaume cinghalais existait de 543 avant J.-C. à 1815, d'autres entités politiques coexistèrent au Sri Lanka couvrant certaines périodes partielles, compris le royaume de Jaffna (qui exista de 1215 à 1624 EC), les chefferies Vanni (qui existèrent depuis le XIIe siècle jusqu'à 1803) et les colonies portugaises et hollandaises (qui existèrent respectivement entre 1597 et 1658 CE et 1640 et 1796 EC. Pendant ces périodes partielles, ces entités politiques ne firent pas toutes partie du royaume cinghalais.

## Époques
- Royaume de Tambapanni (543 av. J.-C. - 505 av. J.-C.)
- Royaume d'Upatissa Nuwara (505–377 av. J.-C.)
- Royaume d'Anurâdhapura (377 av. J.-C. - 1017 apr. J.-C.)
- Royaume de Polonnaruwa (1056–1236)
- Royaume de Dambadeniya (1236-1272)
- Royaume de Gampola (1345-1408)
- Royaume de Kotte (1408–1598)
- Royaume de Sitawaka (1521–1593)
- Royaume de Kandy (1590–1815)